# Basil z Ankyry
Svatý Basil z Ankyry byl křesťanský laik v dnešní Ankaře.

## Život
Za pronásledování křesťanů císařem Julianem byl zatčen na příkaz guvernéra Saturnina. Byl uvězněn a mučen v Ankyře, poté byl poslán do Konstantinopole a roku 362 byl roztrhán lvy v aréně v Caesarei.
Jeho svátek se slaví 1. ledna. Někdy je zaměňován za svatého Basila z Ankyry který byl knězem.